# IC 1736
IC 1736 est une lointaine galaxie spirale. Elle est située dans la constellation du Bélier à environ 235 millions années-lumière de la Voie lactée. Elle a été découverte par l'astronome français Stéphane Javelle en 1897.
La classe de luminosité de IC 1736 est II-III et elle présente une large raie HI.
Trois mesures non basées sur le décalage vers le rouge (redshift) donnent une distance de 55,900 ± 3,300 Mpc (∼182 millions d'al), ce qui est loin à l'extérieur des distances calculées en employant la valeur du décalage.

## Groupe d'UGC 1384
IC 1736 fait partie du groupe d'UGC 1384 en compagnie de NGC 711 et de 7 autres galaxies.